# Medmassa kltina
Medmassa kltina là một loài nhện trong họ Corinnidae.
Loài này thuộc chi Medmassa. Medmassa kltina được Alberto Barrion & James A. Litsinger miêu tả năm 1995.